# Paradoxopsyllus diversus
Paradoxopsyllus diversus är en loppart som beskrevs av Liu Chiying, Chen Jiaxian et Liu Quan 1986. Paradoxopsyllus diversus ingår i släktet Paradoxopsyllus och familjen smågnagarloppor. Inga underarter finns listade i Catalogue of Life.